# バーデン福音ルター派教会

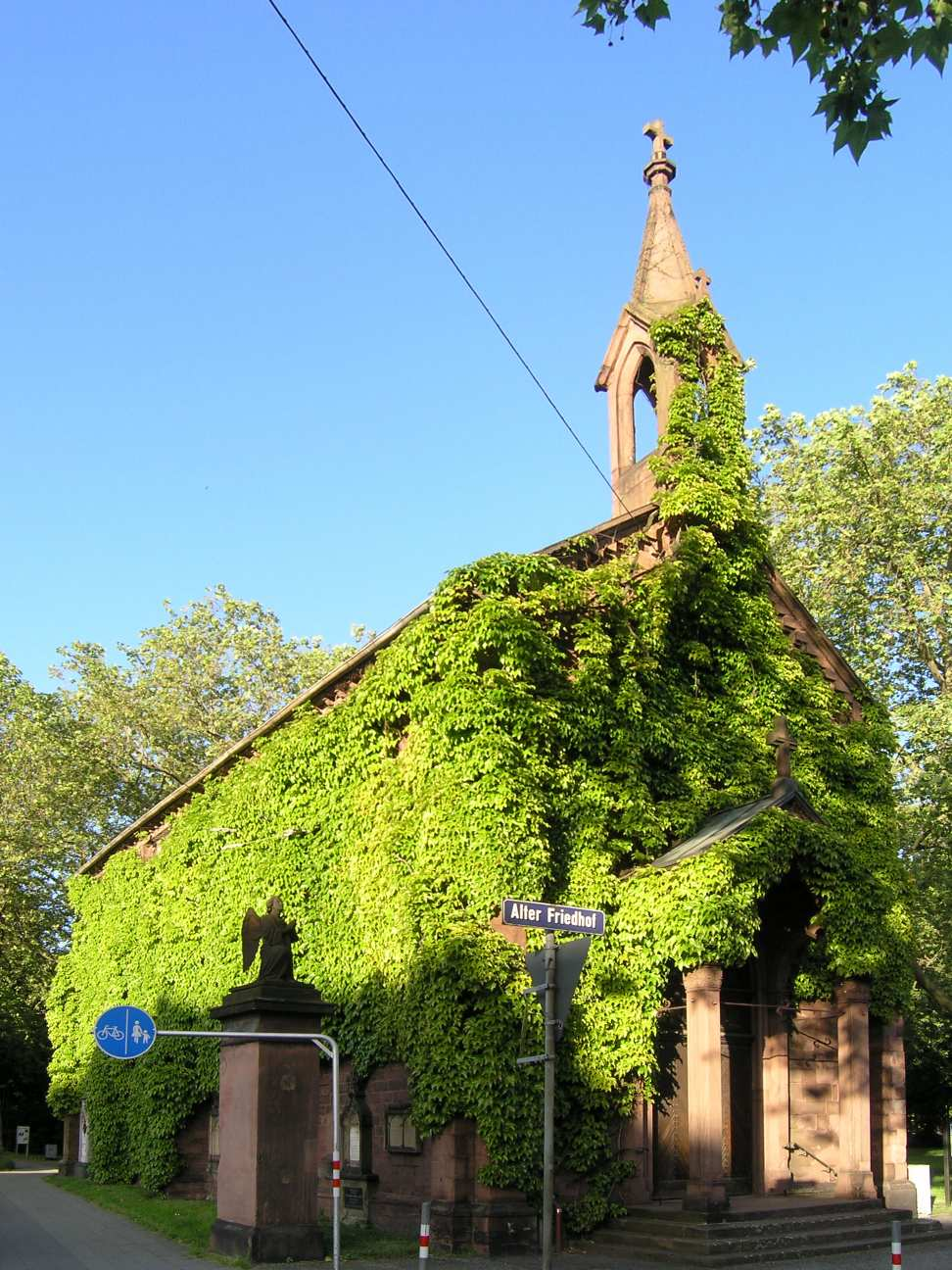
カールスルーエ福音ルター派教会共同体礼拝堂

バーデン福音ルター派教会 (ELKiB)（バーデンふくいんルターはきょうかい、ドイツ語: Evangelisch-Lutherische Kirche in Baden）、は古ルター派教会である。この教会は公法人上の社団の地位を有し、南ドイツのバーデン＝ヴュルテンベルク州の南部の都市フライブルク・イム・ブライスガウに本部を置いている。同じ州内にあるバーデン福音主義州教会とは違い、バーデン福音ルター派教会(ELKiB)はドイツ福音主義教会 (EKD) に加盟する州教会ではない。保守的な古ルター派の伝統を持つ教会であるが、女性牧師の任職を認めている。
特に、この教会はスイス北部も含めて、バーデン＝ヴュルテンベルク州西部にあるバーデン地方の住民であるアレマン系などを中心に信仰者が多い。

## 概略
バーデン福音ルター派教会は旧新約聖書を唯一の規範として信仰を告白する。あらゆる教えは旧新約聖書によって理解され、キリスト教会の共通の3信条、すなわち使徒信条と二ケア信条とアタナシオス信条を教会の信仰告白と見なしている。ルター派教会の信仰告白、すなわちアウクスブルク信仰告白とその弁証、シュマルカルデン条項、ルターの大教理問答、小教理問答と和協信条も信仰告白と見なしている。それらも純粋な聖書の教えを表現しているからである。これによって教会の信仰告白を福音ルター派教会とその共同体との教会間交流において理解していくとしている(教会規則序文)。
バーデン福音ルター派教会はドイツにある他のルター派教会と密接につながっている。しかしながら、古ルター派 の集合体独立福音ルター派教会には加盟していない。バーデン福音ルター派教会はルター派世界連盟ドイツ国内委員会に属しており、ルター派州教会の上部組織ドイツ合同福音ルター派教会VELKDには客員資格で加盟している。ドイツキリスト教会交流活動団には設立会員として参加し、バーデン＝ヴュルテンベルク州にある他の加盟教会と協同活動している。
バーデン福音ルター派教会には6つの教会共同体と3200人の教会員が属している(Stand: 2010)。

## 歴史
バーデン福音ルター派教会は1821年当時のバーデン大公国によって実施されたルター派と改革派教会共同体を合同して設立されたバーデン大公国合同プロテスタント領邦教会への反発によって1850年に誕生した。両派の信条を混ぜ合わせた合同信仰告白が1834年に導入されたことに抗して、北バーデンのヌスロッホのカール・アイヒホルン牧師が1850年に合同領邦教会から離脱した。若干の教会共同体指導者が彼に従った。彼らはカールスルーエ近郊ドゥルラハに最初のルター派自由教会共同体を設立した。すぐに南バーデン、カイザーシュトゥール地方のイーリンゲンに新たな教会共同体が設立された。カール・アイヒホルン牧師はバーデンのルター派自由教会共同体プロイセンの福音古ルター派教会の共同体と結びつけたが、国家からはすぐに承認されなかった。1856年になって初めてバーデン大公国の黙認布告が出された。その後新たな教会共同体が設立され、1865年に一つの教会組織になることが許された。しかし、公法人上の社団として公的承認は第1次世界大戦後の1919年になってやっと認められた。1926年、バーデン福音ルター派教会という現在の名称になった。教会指導部の議長は長老という称号を持つ教会共同体の牧師が担った。1948年以降監督という称号になった。
バーデン福音ルター派教会はヘッセン州とハノーファーにある古ルター派教会共同体と結びつき、一時的には今日の独立福音ルター派教会の前身組織だった同名称の独立福音ルター派教会に属したが、1965年に離脱した。1968年以降 ルター派世界連盟に加盟している。1981年に、教会間の公的関係が独立福音ルター派教会 SELKとバーデン福音ルター派教会の間で確認された。1994年のバーデン福音ルター派教会総会において女性牧師任職が多数決議決によって承認された。女性牧師の任職承認によって独立福音ルター派教会(SELK)側の不信を招く結果になり、教会間交流は縮小された。独立福音ルター派教会の2001年牧師集会と2003年教会総会で従来からの教会間交流は支持されたが、しかしながらバーデン福音ルター派教会の女性牧師が独立福音ルター派教会(SELK)の牧師に任職される可能性は否定された。そこでは教会間の結びつきは強調されなかった。2011年にコルネリア・ヒュブナー牧師が初めての女性牧師としてバーデン福音ルター派教会の牧師職に招聘された。

## 教会共同体
バーデン福音ルター派教会は以下の7つの教会共同体、もしくは説教集会場を持つ。
- ヨハニス教会共同体－バーデン＝バーデン - (聖ヨハニス教会)
- エアレーザー教会共同体－フライブルク・イム・ブライスガウ - (救世主教会)
  - マルガレーテ教会－ミュルハイム (バーデン)（ドイツ語版）、1968年以降説教集会場
- ジローア教会共同体イスプリンゲン（ドイツ語版）- (ジローア教会)
- カールスルーエ - (シメオン教会/古墓地礼拝堂)
- プフォルツハイム - (ルター教会)
- クリストス教会共同体レラハ（ドイツ語版）-シュタイネン（ドイツ語版）- (クリストス教会)

## 組織
バーデン福音ルター派教会は教会共同体によって成立している。その際、すべての教会共同体は独立して業務全般を処理する。バーデン福音ルター派教会は総会規則を制定する。教会総会は教会の議会である。
すべての教会共同体は総会に牧師と信徒責任者を総会議員として送り出す。教会員500人に1人の割合で代議員を選ぶ。総会議員の任期は6年である。
教会総会は任期期間の間に中心に監督と監督補佐と共に総会運営委員会を構成する4人の代表者を選出する。
総会運営委員会は総会の議事を運営する委員会であり、バーデン福音ルター派教会を外部に対して代表する。総会運営委員会は総会において業務報告を提出する。年次計画を総会に提案し、予算案に関する原案も作成する。
バーデン福音ルター派教会の霊的指導は監督によって担われる。監督は総会の議長でもあり、教会共同体に訪問し、牧師就任式と採用を執り行う。すべての教会共同体は総会会期中に一度の訪問を受ける。監督は教会総会で選出される。その任期は10年間である。

## 運営
バーデン福音ルター派教会ELKiBは財政的に独立自給を達成している。1919年以来、バーデン福音ルター派教会の教会共同体は公法人上の社団として認められている。全ての業務を教会自体で運営する。財政関係は総会によって取り決められる。
州およびその税制に依存しないとする教会総会の決定により、バーデン福音ルター派教会は税務署による教会税控除には加わらない。したがって、ドイツ福音主義教会 (EKD) に属する州教会とは異なり、税務署による教会税徴収には依存していない。
個々の教会共同体は教会員の収入から分担金を徴収する。分担金は収入に応じて規定される。この規定は教会総会によって決められる。
教会共同体は牧師を招聘できる。その場合、候補者の選定は牧師会の助言を得た総会運営委員会によって承認される必要がある。